# Cannibal Diner
Pour les articles homonymes, voir Cannibal.
Pour plus de détails, voir Fiche technique et Distribution.
Cannibal Diner est un film allemand réalisé par Frank W. Montag et sorti en 2012.

## Fiche technique
- Titre original : Cannibal Diner
- Réalisation : Frank W. Montag
- Scénario :
- Musique :
- Société de production :
- Société de distribution :
- Pays d'origine :  Allemagne
- Lieu de tournage :   Allemagne
- Langue originale : allemand
- Genre : Horreur
- Durée :
- Budget :
- Dates de sortie :  
  -  Allemagne : 12 octobre 2012

## Distribution
- Alexandra Lesch : Kati
- Kristiana Rohder : Tanja
- Lara Baum : Celine
- Indira Madison : Jill
- Violetta Schurawlow : Dahlia
- Alexandra Jordan : Mele
- Mike Zick : Cannibal
- Dominik Schneider : The Cook
- Celina Klemenz : The Girl
- Sascha Litter : Cannibal #2
- Jessica Klauss : Female Vagabond